# ریکاردو بوفیل
ریکاردو بوفیل لوی (کاتالان: [riˈkaɾðu buˈfiʎ ləˈβi]) (زادهٔ ۵ دسامبر ۱۹۳۹ – درگذشتهٔ ۱۴ ژانویهٔ ۲۰۲۲) معمار اسپانیایی بود. وی فارع‌التحصیل دانشکده معماری دانشگاه بارسلون بود و تا قبل از مرگش بیش از ۱۰۰۰ پروژه معماری را در بیش از ۵۰ کشور جهان رهبری کرده بود.

## نگارخانه

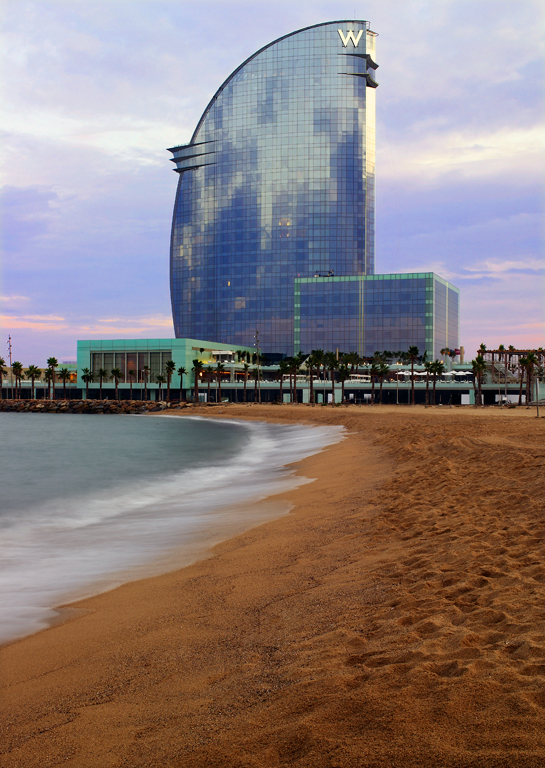
هتل W بارسلون
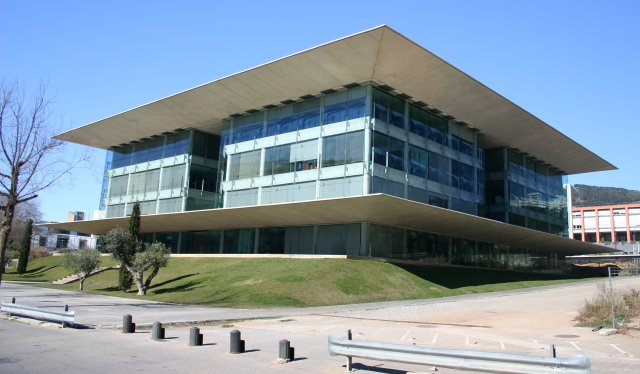
کمپ UPC در بارسلون
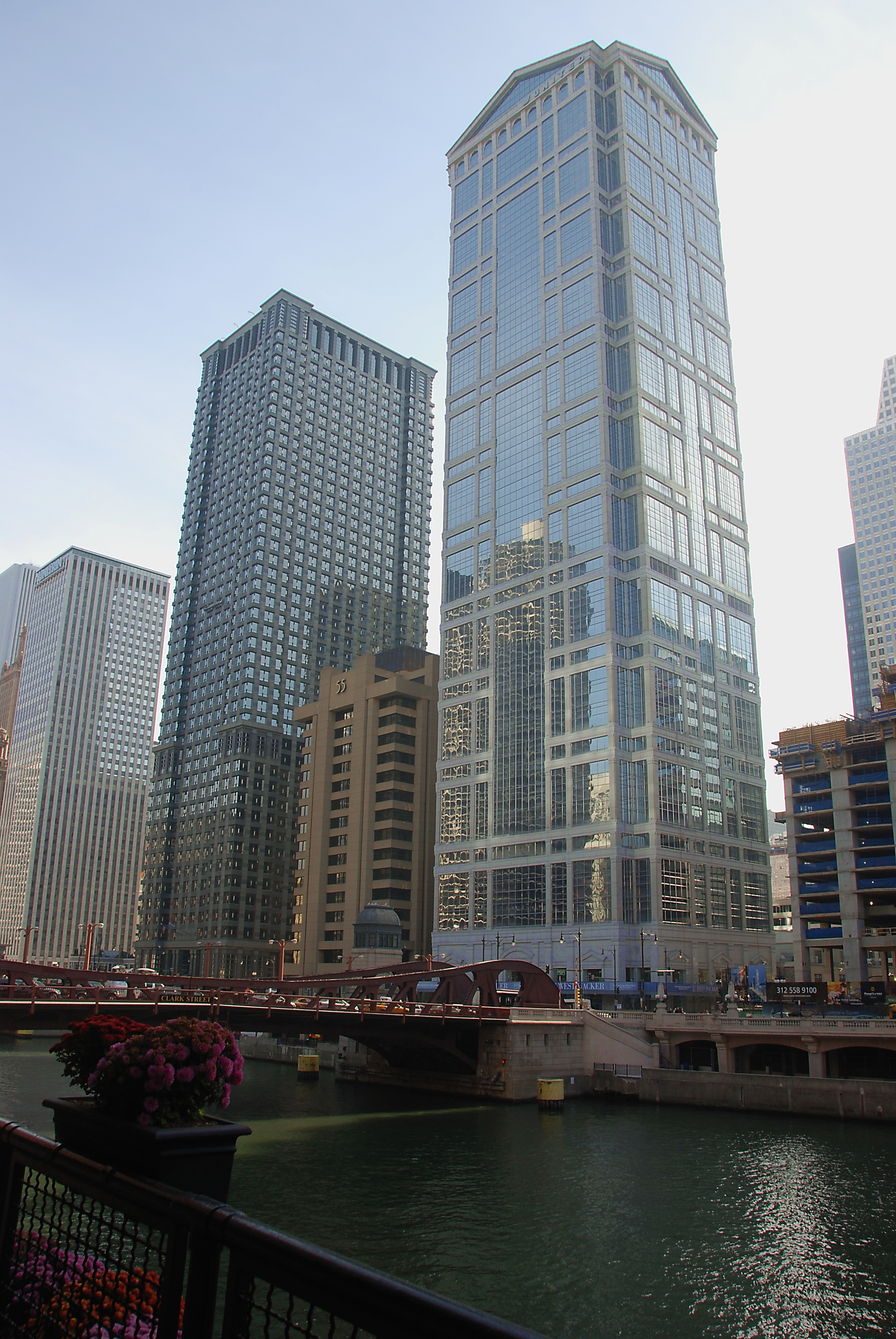
برج ۷۷ واکر غربی، شیکاگو